# العارف بالله (مسلسل)
العارف بالله مسلسل تليفزيوني مصري في 30 حلقة.

## نبذة
يتناول المسلسل المؤلف من 30 حلقة، السيرة الذاتية للشيخ عبدالحليم محمود شيخ الأزهر الشريف سابقاً، منذ مولده في قرية أبو حمد في مركز بلبيس في محافظة الشرقية، مروراً بالتحاقه بالأزهر عام 1923 ثم سفره إلى فرنسا وحصوله على الدكتوراه في الفلسفة الإسلامية، وعودته إلى مصر ليعمل مدرساً في كليات الأزهر، ثم عميداً لكلية أصول الدين عام 1964، وتعيينه أميناً عاماً لمجمع البحوث الإسلامية الذي نهض به وأعاد تنظيمه، وصولاً إلى تعيينه وكيلاً للأزهر عام 1970، ثم وزيراً للأوقاف، قبل ان يتولى شياخة الأزهر ما بين عامي 1973 و1978.
وقال المؤلف بهاء الدين إبراهيم انه أطلق اسم «العارف بالله» على المسلسل للصفة التي تميز بها الشيخ عبد الحليم محمود، إذ كانت حياته كلها تتلخص في رغبته في معرفة الله والوصول إليه.